# Здравко Янакиев
Здравко Янакиев Атанасов - Ципата е български футболист, вратар.

## Биография
Играл е за Владислав (Варна) (1924 – 1930, 1936 – 1940) и Шипченски сокол (1931 – 1935). Има 183 мача в градското и областно първенство на Варна и в държавното първенство на България (112 за Владислав и 71 за Шипченски сокол). Трикратен шампион и носител на купата на страната през 1925, 1926 година с Владислав и през 1932-33 с Шипченски сокол, вицешампион през 1928, 1930, 1938 и 1939 година с Владислав и през 1931 и 1932 година с Шипченски сокол. Най-титулуваният варнески вратар. Има 2 мача за националния отбор.